# Gerard d'Alvèrnia
Gerard o Güerau (en francès Gérard o Geraud, † 841) fou un comte d'Alvèrnia de la meitat del segle ix, i el primer avantpassat segur dels Rainúlfides. Hauria de ser anomenat Gerard I d'Alvèrnia, ja que un altre Gerard (II) va ser comte del 868 al 872.

## Biografia
No se sap del cert quan va ser nomenat comte d'Alvèrnia. El seu predecessor Guerí era encara comte el 834. És raonable pensar que fou designat per Pipí I, rei d'Aquitània (814-838), fill de l'emperador Lluís I el Pietós i sogre de Gerard.
Pipí I va morir el 838, deixant dos fills encara joves, Pipí i Carles, i Lluís el Pietós va confiar el regne d'Aquitània al seu darrer fill Carles (després Carles el Calb). Una part de l'aristocràcia aquitana estava contra aquest nomenament, però Ratier, comte de Llemotges, i Gerard comte d'Alvèrnia, tots dos gendres de Pipí I, van donar suport a l'emperador, igual que ho va fer Ebroí, bisbe de Poitiers i Renald, comte d'Herbauges. Emenó, comte de Poitiers, cap de fila dels opositors, fou destituït i el comtat de Poitiers hauria estat donat a Rainulf, fill de Gerard. Segons Adémar de Chabannes.
A la mort de Lluís el Pietós, Gerard es va posar al costat de Carles II el Calb. Aquest últim, es va aliar amb el seu germà Lluís el Germànic en contra del seu germà gran Lotari I i el seu nebot Pipí II d'Aquitània. La batalla decisiva tingué lloc a batalla de Fontenoy-en-Puisaye el 25 de juny del 841, i Gerard va morir en el transcurs de l'afrontament.

## Ascendència
Michel Dillange el suposa fill del seu predecessor Guerí, comte d'Alvèrnia, però no aporta cap justificació. Tanmateix, el nom de Guerí no es troba en la descendència de Gerard el que fa improbable aquesta possibilitat. A més, l'herència dels honors comtals era encara lluny de ser una realitat en aquesta època, fins i tot si hi havia comtats hereditaris. Finalment, el comte Guerí va viure fins al 863, i no es veu la raó per la qual hauria estat privat d'un dels seus comtats en favor d'un fill.
Recolzant-se sobre el Líber Memorialis de l'Abadia de Reichenau i en l'onomàstica, Christian Settipani proposa que fou fill d'Esteve, comte de París, ell mateix fill de Gerard, comte de París i d'una dona de nom Rotruda.
La genealogia dels comtes de Sanzay cosins dels comtes de Poitou, ducs d'Aquitània rainúlfides, fan referència a un fill d'Abbó de Poitiers anomenat Girard, germà gran d'Arnault de Sanzay que fou avantpassat del futur famós conestable d'Aquitània Saldebreuil, suposat amant de la reina Elionor d'Aquitània. Girard s'hauria casat amb Mahaut o Mafalda, filla de Pipí d'Aquitània. Segons aquesta versió, Gerard I d'Alvèrnia podria ser el mateix personatge que Girard, el fill d'Abbó de Poitou.

## Matrimonis i fills
Les certeses sobre la família de Gerard són les següents: 
- Segons la Vita Hludowici Pii, Gerard d'Alvèrnia i Ratier (Rathier) comte de Llemotges eren gener de Pipí I d'Aquitània.[12]
- Segons el cronista Adémar de Chabannes, Rainulf I era fill de Gerard d'Alvèrnia i nebot de Guillem, germà de Gerard.[13]

El terme llatí de gener pot tenir dos sentits: «gendre» o «cunyat». Léonce Auzias, el 1934, el va adoptar en principi el sentit de cunyat, inferint que Pipí, havent-se casat el 822, la seva filla no podia ser mare abans de 838. Ara bé, segons Adémar de Chabannes, Rainulf era comte de Poitiers el 839. Fins i tot rebutjant aquest testimoniatge, i considerant que Rainulf hagués assolit el comtat el 852/854, se'l considera d'uns quinze anys, el que és massa jove per ser al capdavant d'un comtat exposat dels vikings. El 1944, Maurice Chaume va discutir la seva anàlisi. Considera que el context té tot el seu sentit si Gérard és gendre de Pipí. En efecte, es tracta de la successió de Pipí I d'Aquitània, reclamada pel seu fill Pipí II, contra l'emperador que vol disposar-ne per al seu últim fill d'una mare diferent. Si Gerard i Ratier haguessin estat cunyats de Pipí, l'autor de la Vita Hludowici Pii els hauria qualificat més aviat de gendres de Lluís. El 1978, per resoldre el problema cronològic, Janet Nelson considera la filiació entre Gérard i Ramnulf com inventada. Més recentment, el 1993, Christian Settipani proposa veure en Rainulf un fill d'un primer matrimoni de Gerard, i la filla de Pipí I seria la segona esposa.
El 2000, Settipani va més lluny i proposa una identificació per a la primera esposa de Gerard d'Alvèrnia. Segons Abbó, Ebles, abat de Saint-Denis i fill de Rainulf I, era nepos de Gauzlí, fill de Rorgó I, comte del Maine. Adémar de Chabannes precisa igualment que Ramnulf I era un cosí (consanguineus) de Ragenold, comte d'Herbauges. Tradicionalment, aquestes dades són interpretades de la manera següent: Ramnulf I es va casar amb Bilquilda, filla de Rorgó I i això feia de Rainulf un cosí per aliança de Ragenold d'Herbauges, vincle de parentiu que no pot ser qualificat pel terme de consanguineus; el vincle entre Rainulf i els comtes de Maine és en aquest cas més probable que derivés de la mare de Rainulf. Cronològicament seria filla de Rorgó i de Rotruda. Recolzant-se en el Líber Memorialis de l'abadia de Reichenau i la carta de donació del comte poiteví Gailo a favor de Noirmoutier i on una Adaltruda apareix abans de Rainulf II (867), fill de Rainulf, Settipani proposa anomenar-la Adaltruda.
En resum, si se segueixen les conclusions de Christian Settipani, Gerard d'Alvèrnia s'hauria casat en primeres noces amb una dama de nom Adaltruda, filla de Rorgó I del Maine i de Rotruda, que fou la mare de:
- Rainulf I de Poitiers († 867), comte de Poitiers de 854 a 866
- Potser també d'Hiltruda, casada amb el comte Gailo, parent del Gailo donant de l'abadia de Noirmoutier,
- Potser també a Gerard i Esteve, esmentats al Liber Memorialis de l'abadia de Reichenau.[17]
- Potser també a Hildsinda, casada a Landeric, comte de Saintes.

En segones noces es va casar amb una filla del rei Pipí I d'Aquitània.